# Vayer
Vayer é um sobrenome. Pessoas notáveis com este sobrenome incluem:
- Adam Vayer (nascido em 1987), jogador de futebol israelense que atualmente joga pelo Maccabi Ironi Kiryat Ata[1]
- François de La Mothe Le Vayer (1588–1672), escritor francês conhecido por usar o pseudônimo Orosius Tubero
- Gábor Vayer (nascido em 1977), jogador de futebol húngaro que atualmente joga no Paksi SE

1. ↑  «The Israel Football Association». web.archive.org. 9 de março de 2012. Consultado em 24 de maio de 2024